# The Beast
The Beast est une série télévisée américaine en 13 épisodes de 44 minutes, créée par Vincent Angell et William Rotko et diffusée entre le 15 janvier 2009 et le 23 avril 2009 sur A&E.
En France, la série a été diffusée à partir du 14 septembre 2009 sur Paris Première et dès le 7 octobre 2010 sur M6.

## Synopsis
Charles Barker, un vétéran du FBI, peu orthodoxe mais efficace dans sa manière de procéder, prend sous son aile une jeune recrue, Ellis Dove, qu'il aurait choisi et à qui il va apprendre les ficelles de l'infiltration « façon Barker ». En effet, ce dernier dévoile à Dove une approche « personnelle » de l'art de s'infiltrer, où un instant d'hésitation peut entraîner la mort. En utilisant des techniques controversées dans le but de traduire les criminels en justice, Barker frôle souvent l'illégalité, ce qui a comme effet de grandement troubler son partenaire non initié.
Et il n'est pas le seul car bientôt Dove est contacté par les services internes du FBI qui ont besoin du jeune premier pour enquêter sur le troublant Barker...

## Distribution
- Patrick Swayze (VF : Richard Darbois) : Charles Barker
- Travis Fimmel (VF : Alexis Victor) : Ellis Dove
- Lindsay Pulsipher (VF : Aurélie Mériel) : Rose Lawrence
- Mike Bach : le patron du bar
- Kevin J. O'Connor (VF : Sylvain Agaësse) : Harry Conrad
- Larry Gilliard Jr (VF : Diouc Koma) : Ray Beaumont
- Dale Caba : l'agent du FBI « M. Smith »
- George Dzundza : le lieutenant Platko
- Angela Gots : Nadia
- Bernadette Lords : Dr Lewellyn du CDC
- Lou Diamond Phillips (VF : Marc Saez) : Capone
- John Heard : Dr Eli Blake
- Johnny Kastl (VF : Emmanuel Beckermann) : Todd Jaracki
- Ron Dean (en) : Petransky
- Janelle Snow : Lauren Barker

- Version française
  - Studio de doublage : Dubbing Brothers
  - Direction artistique : Thierry Wermuth
  - Adaptation : Jérôme Pauwels (6 épisodes[1])

## Épisodes
| N° | #  | Titre                                      | Réalisation         | Scénario                        | Audiences (millions) | Première diffusion           |
| -- | -- | ------------------------------------------ | ------------------- | ------------------------------- | -------------------- | ---------------------------- |
| 01 | 01 | Bienvenue en enfer Pilot                   | Michael Dinner      | Vincent Angell William Rotko    | 2,45                 | États-Unis : 15 janvier 2009 |
|    |    |                                            |                     |                                 |                      |                              |
| 02 | 02 | Plan B Two Choices                         | Michael Dinner      | William L. Rotko                | 1,55                 | États-Unis : 22 janvier 2009 |
|    |    |                                            |                     |                                 |                      |                              |
| 03 | 03 | L'Escargot Nadia                           | Christine Moore     | Vincent Angell                  | 1,35                 | États-Unis : 29 janvier 2009 |
|    |    |                                            |                     |                                 |                      |                              |
| 04 | 04 | Les Liens du sang Infected                 | John Badham         | Ray Hartung                     | N/A                  | États-Unis : 5 février 2009  |
|    |    |                                            |                     |                                 |                      |                              |
| 05 | 05 | Soldats inconnus Bitsy Big-Boy             | Michael W. Watkins  | Vincent Angell                  | N/A                  | États-Unis : 12 février 2009 |
|    |    |                                            |                     |                                 |                      |                              |
| 06 | 06 | L'Apôtre de la paix Hothead                | Sanford Bookstaver  | John Romano                     | N/A                  | États-Unis : 19 février 2009 |
|    |    |                                            |                     |                                 |                      |                              |
| 07 | 07 | Capone                                     | Ken Girotti         | Wendy West                      | N/A                  | États-Unis : 26 février 2009 |
|    |    |                                            |                     |                                 |                      |                              |
| 08 | 08 | Le Côté obscur Mercy                       | Tom Verica          | Mark Goffman William L. Rotko   | N/A                  | États-Unis : 5 mars 2009     |
|    |    |                                            |                     |                                 |                      |                              |
| 09 | 09 | L'Espion The Walk In                       | Jeremiah S. Chechik | Mark Goffman                    | N/A                  | États-Unis : 19 mars 2009    |
|    |    |                                            |                     |                                 |                      |                              |
| 10 | 10 | Cartes sur table Tilt                      | Charles Haid        | William L. Rotko Keith Schreier | N/A                  | États-Unis : 26 mars 2009    |
|    |    |                                            |                     |                                 |                      |                              |
| 11 | 11 | L'Héritier My Brother's Keeper             | Lisa Niemi          | Vincent Angell Wendy West       | N/A                  | États-Unis : 9 avril 2009    |
|    |    |                                            |                     |                                 |                      |                              |
| 12 | 12 | Contre-enquête : 1re partie Counterfeit    | Chris Leitch        | Mark Goffman Ray Hartung        | N/A                  | États-Unis : 16 avril 2009   |
|    |    |                                            |                     |                                 |                      |                              |
| 13 | 13 | Contre-enquête : 2e partie No Turning Back | Steve Shill         | Vincent Angell William Rotko    | N/A                  | États-Unis : 23 avril 2009   |
|    |    |                                            |                     |                                 |                      |                              |

## Commentaires

### Décor
La série est tournée dans la ville de Chicago par Scarlet Fire Films and Fuel Filmworks en collaboration avec Sony Pictures Television.

### Critiques
La performance de Patrick Swayze a été relativement appréciée par la presse. 
Ainsi, Alan Sepinwall a écrit : « ... vous regardez Swayze dans The Beast et vous réalisez que c'est la meilleure performance de sa carrière - que la possibilité de jouer un rôle comme celui-ci, et de le jouer comme il est, peut alimenter sa capacité à maintenir la lutte contre le cancer. Et vous vous rendez compte, dans une étrange lueur d'espoir, que le cancer peut, à son tour, alimenter sa performance. ».
The New York Times a écrit que « la performance de Patrick Swayze... est impressionnante pour sa résistance au cliché... ».
Suzan Young écrit : « Patrick Swayze donne la performance d'une vie avec l'agent controversé du FBI Charles Barker dans [...] The Beast ».
Kelly West écrit : « Pour une série originale, je pense qu'A&E a quelque chose de grand dans les mains. The Beast est une série dramatique avec un avantage, en montrant les aspects les plus sombres du travail d'infiltration du FBI. ».
Pierre Serisier écrit : « Il faut reconnaître que Swayze, qui avait appris en janvier 2008 souffrir d’un cancer du pancréas, en impose par sa présence, par le son éraillé de sa voix et par son jeu. Face à lui, Trimmel tient plutôt bien la comparaison et ne se laisse pas éclipser. ».
Mathieu Gayet écrit : « Swayze est formidable en taciturne routier des bas fonds de Chicago s’assurant d’accomplir sa mission quoi qu’il en coûte. Ça fait mal, c’est sans complexe, et surtout sans limite. Le mal et le bien ne se discernent plus trop, et c’est bien l’enjeu de la série. ».

### Autour de la série
Il s'agit du dernier rôle de Patrick Swayze.